# Glypta colfaxiana
Glypta colfaxiana là một loài tò vò trong họ Ichneumonidae.